# Tony Waiters
Anthony Keith Waiters (Southport, 1937. február 1. – 2020. november 10.) válogatott angol labdarúgó, kapus, edző. A kanadai válogatott szövetségi kapitánya (1981–1986, 1990–1991).

## Pályafutása

### Klubcsapatban
1957–58-ban a Bishop Auckland, 1958–59-ben a Macclesfield Town labdarúgója volt. 1959 és 1967 között a Blackpool csapatában védett. 1967-ben visszavonult, de Peter Mellor, a Burnley kapusának sérülése miatt 1970-ben visszatért és 1972-ig a Burnleyben szerepelt.

### A válogatottban
1964-ben öt alkalommal szerepelt az angol válogatottban.

### Edzőként
1972 és 1977 között a Plymouth Argyle vezetőedzője volt. 1977 és 1979 között a kanadai Vancouver Whitecaps csapatánál dolgozott. 1981 és 1986 között, illetve 1990–91-ben a kanadai válogatott szövetségi kapitánya volt. Legnagyobb sikerei a kanadai nemzeti csapattal az 1986-os mexikói világbajnokságra való kvalifikálás és részvétel volt.